# Etapa Provincial Copa Perú Huamalíes 2018
La Etapa Provincial de Huamalíes 2018 o Liga Provincial de Huamalíes 2018 será la edición número 18, Siglo XXI de la competición futbolística Huamaliana.
El torneo otorga al cuadro campeón y subcampeón cupos para la Copa Perú en la Etapa Departamental de Huánuco.
En Huamalíes clasificaron a la Etapa Departamental el Municipal de Llata y Deportivo Sachavaca de Cachicoto. El Municipal venció ida y vuelta por 3-0 al Flamengo de Chachicoto; mientras que Sachavaca se impuso por 4-0 al Sport Marañón y pasó por diferencia de goles. Este sábado Municipal y Sachavaca definen el título provincial en Huánuco.
En cotejo definitorio disputado el sábado en cancha neutral, en este caso el estadio Heraclio Tapia León, el conjunto del Sachavaca FC de Cachicoto (Monzón), se consagró campeón provincial de Huamalíes al derrotar al Deportivo Municipal de Llata por 2 tantos a 1. Apenas iniciado el partido, a los 2’ Yuder Gabino sorprendió al arquero llatino con un tiro por alto cruzado desde fuera del área y puso adelante al cuadro cachicotino. Yordan Calderón empató a los 36’ tras una pelotera en el área chica; mientras que Jhon Gabino, hermano del primero, decretó el triunfo de Sachavaca al promediar la segunda etapa. El cuadro de Cachicoto está conformado por jóvenes netos del lugar, mientras que el cuadro edil de Llata tiene entrenador y cinco elementos capitalinos y se reforzó con varios huanuqueños.

## Participantes
| ZONA ALTA (SIERRA)                   | ZONA ALTA (SIERRA)      | ZONA ALTA (SIERRA)      |
| LIGA                                 |                         | CLUB                    |
| ------------------------------------ | ----------------------- | ----------------------- |
| Liga Distrital de Llata              |                         | Atlético Huamaliano     |
| Liga Distrital de Llata              | CD Municipal Llata FC   |                         |
| Liga Distrital de Chavín de Pariarca |                         | CDSS Marañon de Micarin |
| Liga Distrital de Chavín de Pariarca | CD Marañon de Quipran   |                         |
| ZONA BAJA (SELVA)                    |                         |                         |
| LIGA                                 |                         | CLUB                    |
| Liga Sectorial de Cachicoto          |                         | FC Sachavaca            |
| Liga Sectorial de Cachicoto          | CSD Flamengo Cashapampa |                         |
| Liga Sectorial de Palo Acero         |                         | CSD Palo Acero          |
| Liga Sectorial de Palo Acero         | CD Comisaria PNP        |                         |

## Fase I
Zona Alta (Sierra)
| SERIE: LLATA - CHAVIN DE PARIARCA | SERIE: LLATA - CHAVIN DE PARIARCA | SERIE: LLATA - CHAVIN DE PARIARCA | SERIE: LLATA - CHAVIN DE PARIARCA | SERIE: LLATA - CHAVIN DE PARIARCA |
| LOCAL                             |                                   | VISITANTE                         | IDA                               | VUELTA                            |
| --------------------------------- | --------------------------------- | --------------------------------- | --------------------------------- | --------------------------------- |
| CDSS Marañon de Micarin           | vs                                | CD Municipal Llata FC (c)         |                                   | 1-6                               |
| Atlético Huamaliano               | vs                                | CD Marañon de Quipran (c)         |                                   | 0-1                               |

###### Zona Baja (Selva)
| SERIE: CACHICOTO - PALO ACERO | SERIE: CACHICOTO - PALO ACERO | SERIE: CACHICOTO - PALO ACERO | SERIE: CACHICOTO - PALO ACERO | SERIE: CACHICOTO - PALO ACERO |
| LOCAL                         |                               | VISITANTE                     | IDA                           | VUELTA                        |
| ----------------------------- | ----------------------------- | ----------------------------- | ----------------------------- | ----------------------------- |
| FC Sachavaca (c)              | vs                            | CD Comisaria PNP              |                               |                               |
| CSD Palo Acero                | vs                            | CSD Flamengo Cashapampa (c)   |                               |                               |

## Fase II

###### Semifinal
| LOCAL                   |    | VISITANTE                 | IDA | VUELTA |
| ----------------------- | -- | ------------------------- | --- | ------ |
| CSD Flamengo Cashapampa | vs | CD Municipal Llata FC (c) | 0-3 | 0-3    |
| CD Marañon de Quipran   | vs | FC Sachavaca (c)          | 2-0 | 0-4    |

###### Final
| LOCAL        |    | VISITANTE             |     |
| ------------ | -- | --------------------- | --- |
| FC Sachavaca | vs | CD Municipal Llata FC | 2-1 |

## Clasificados a la Etapa Departamental de Huánuco
| FC Sachavaca - Cachicoto | CD Municipal Llata FC |
| CAMPEÓN                  | SUBCAMPEÓN            |